# هنري فيراري
هنري فيراري (بالفرنسية: Henri Ferrari)‏ هو رباع فرنسي، ولد في 23 سبتمبر 1912 في فرونتنيان في فرنسا، وتوفي في 15 فبراير 1975 في هيرولت في فرنسا.